# ¿Quién mató a Bambi?
Pour plus de détails, voir Fiche technique et Distribution.
¿Quién Mató a Bambi? est une comédie espagnole réalisée et écrite par Santi Amodeo. Le film est produit par Rodar y Rodar avec la participation de : TVE, AXN Europe, Televisió de Catalunya et la junte d'Andalousie.
Le film a été tourné à Séville et est sorti en salle le 15 novembre 2013 en Espagne. La bande-son officielle du film est Lo imposible de Pignoise.

## Synopsis
Deux jeunes amis vivent une aventure insolite : ils doivent trouver la façon dont le Président de la compagnie où ils travaillent (et beau-père d'un des deux), revient sain et sauf chez lui par d'étranges circonstances. Il est retrouvé à moitié-nu enfermé dans le coffre de sa voiture. Parallèlement, un homme d'affaires croulant sous les dettes et son associé tentent de faire un kidnapping express, bien que, par une série de coïncidences malheureuses, ils finissent par séquestrer leur père par erreur. À partir de là, les problèmes ne font que commencer.

## Fiche technique
- Titre original : ¿Quién mató a Bambi?
- Réalisation : Santi Amodeo
- Scénario : Santi Amodeo, Tony Dalton, Kristoff, Alejandro Lozano
- Décors : Pepe Domínguez
- Costumes : Fernando García
- Photographie : Alex Catalán
- Son : Manuel Carrión, Antonio Mejías, Daniel de Zayas
- Montage : Joan Manel Vilaseca
- Production : Joaquín Padró
- Sociétés de Production : Rodar y Rodary, coproduit par TVE, AXN Europe, Televisió de Catalunya et la junte d'Andalousie
- Société de distribution : Sony Pictures Entertainment
- Budget :
- Pays de production : Espagne
- Langue originale : castillan
- Genre : Comédie
- Format : couleur — Sony F65
- Durée : 89 minutes
- Dates de sortie[1] :
  - Espagne : 15 novembre 2013

## Distribution
- Quim Gutiérrez : David
- Ernesto Alterio : Edu
- Julián Villagrán : Mudo
- Enrico Vecchi : Gigi
- Clara Lago : Mati
- Úrsula Corberó : Paula
- Joaquín Núñez : Adelardo
- Carmina Barrios : Tere